# Heliconia wagneriana
Espèce
Classification phylogénétique
L’Héliconia de Wagner, Heliconia wagneriana, est une espèce de plantes à fleurs de la famille des Heliconiaceae, originaire d'Amérique centrale, de Colombie et des Antilles.

## Synonymes
Selon World Checklist of Selected Plant Families (WCSP) (24 mars 2012) :
- Heliconia elongata Griggs (1903)
- Heliconia lennartiana W.J.Kress (1986)
- Bihai elongata (Griggs) Griggs (1904)
- Bihai wagneriana (Petersen) Kuntze (1891)

## Description
- Bractées imbriquées avec une tache rouge orangée entourée de jaune et de vert. Le bord supérieur des bractées étant délimité par une fine bande verte[2],[3].
- Fleurs vertes.

## Répartition
Amérique centrale, Colombie, Antilles. Présent en Guadeloupe.

## Galerie

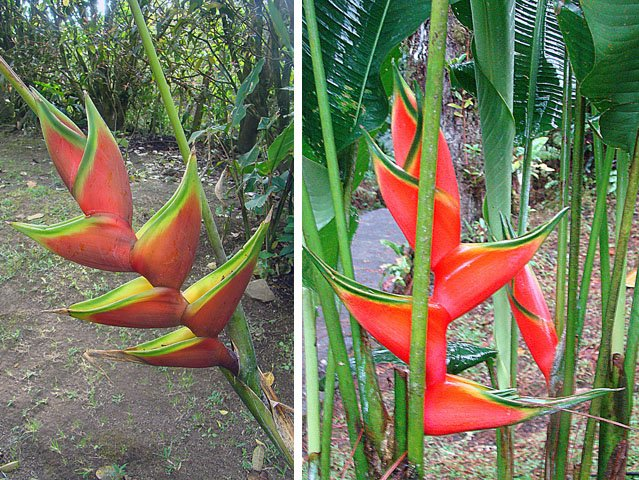
Au Costa Rica.
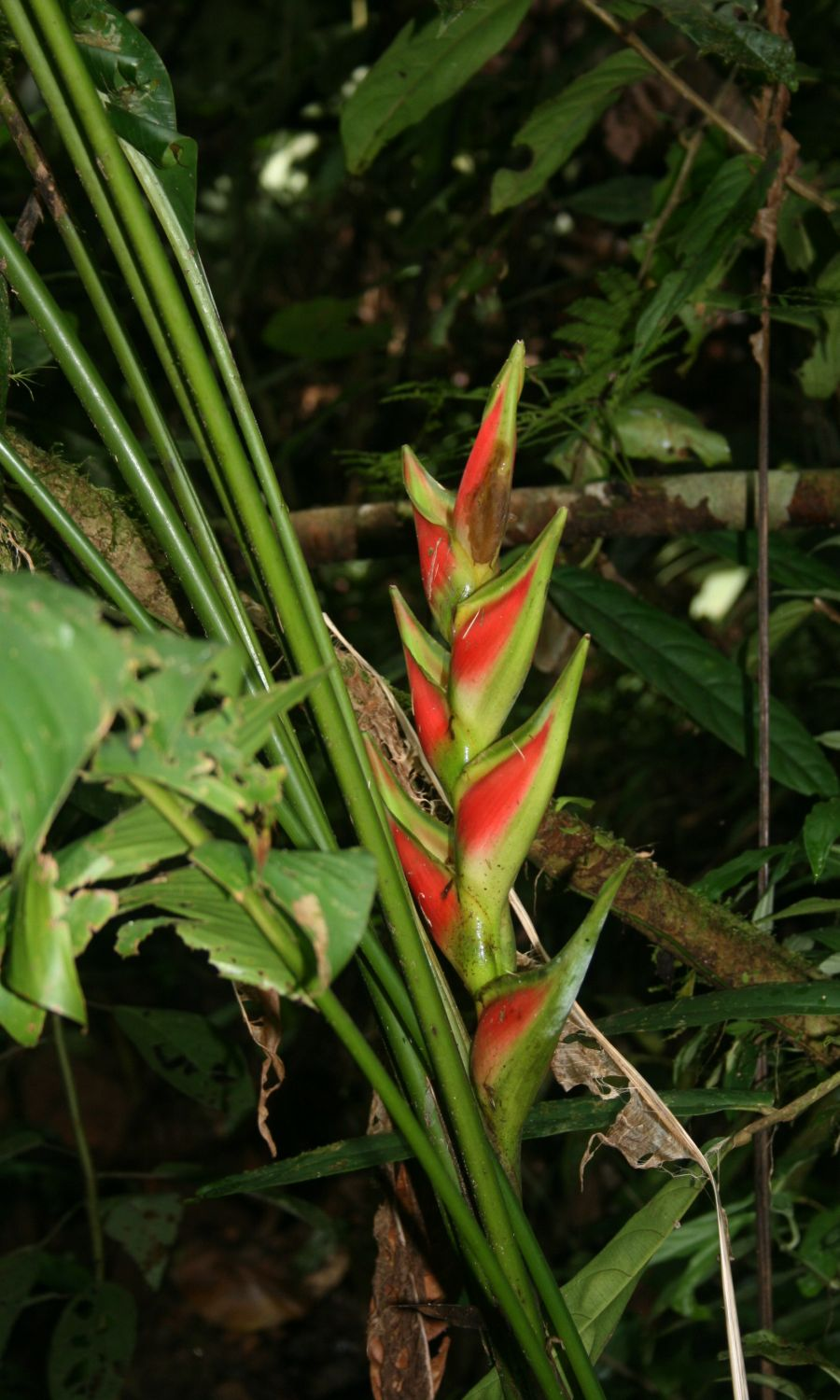
Au Costa Rica.
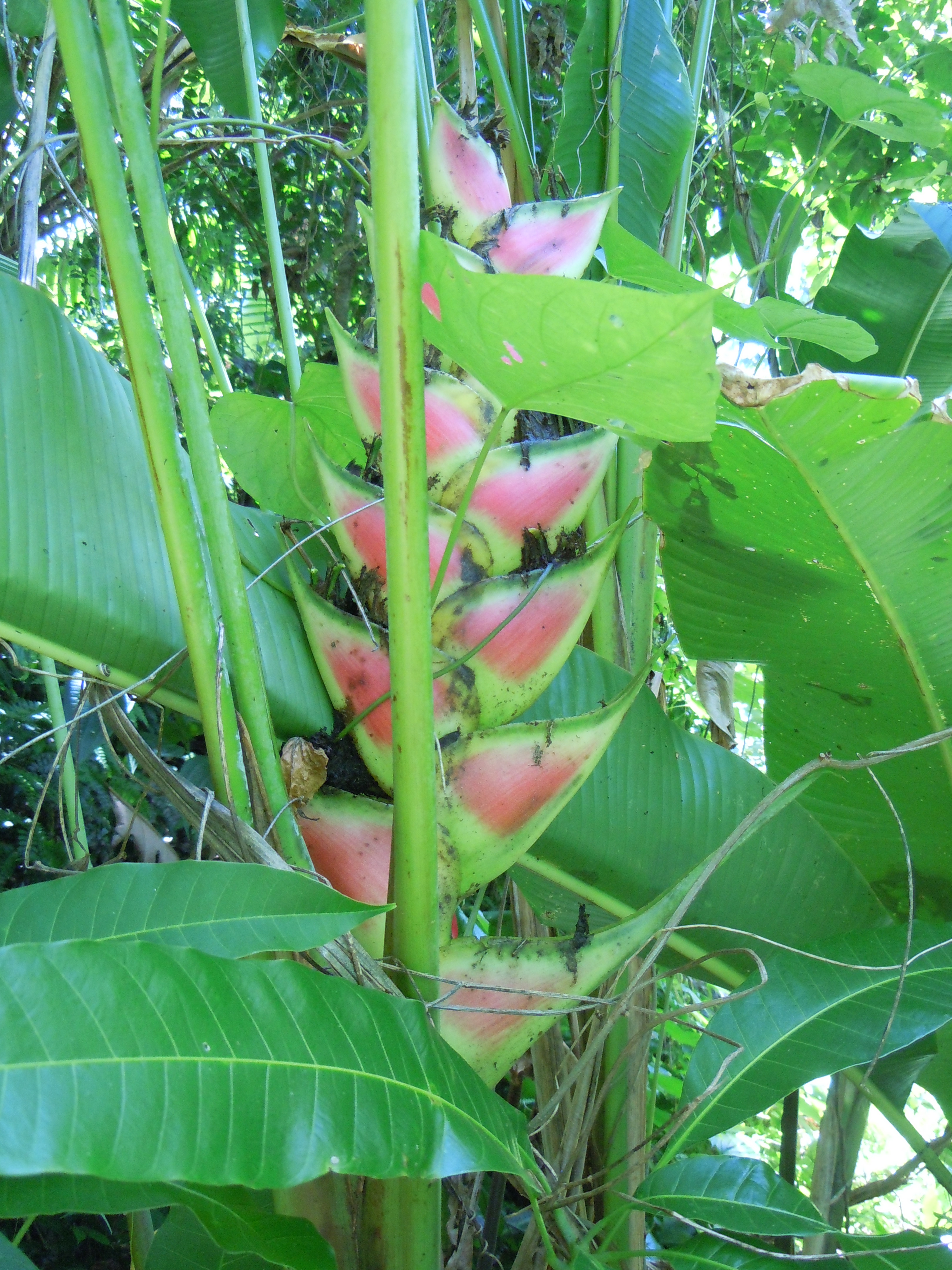
En Guadeloupe.
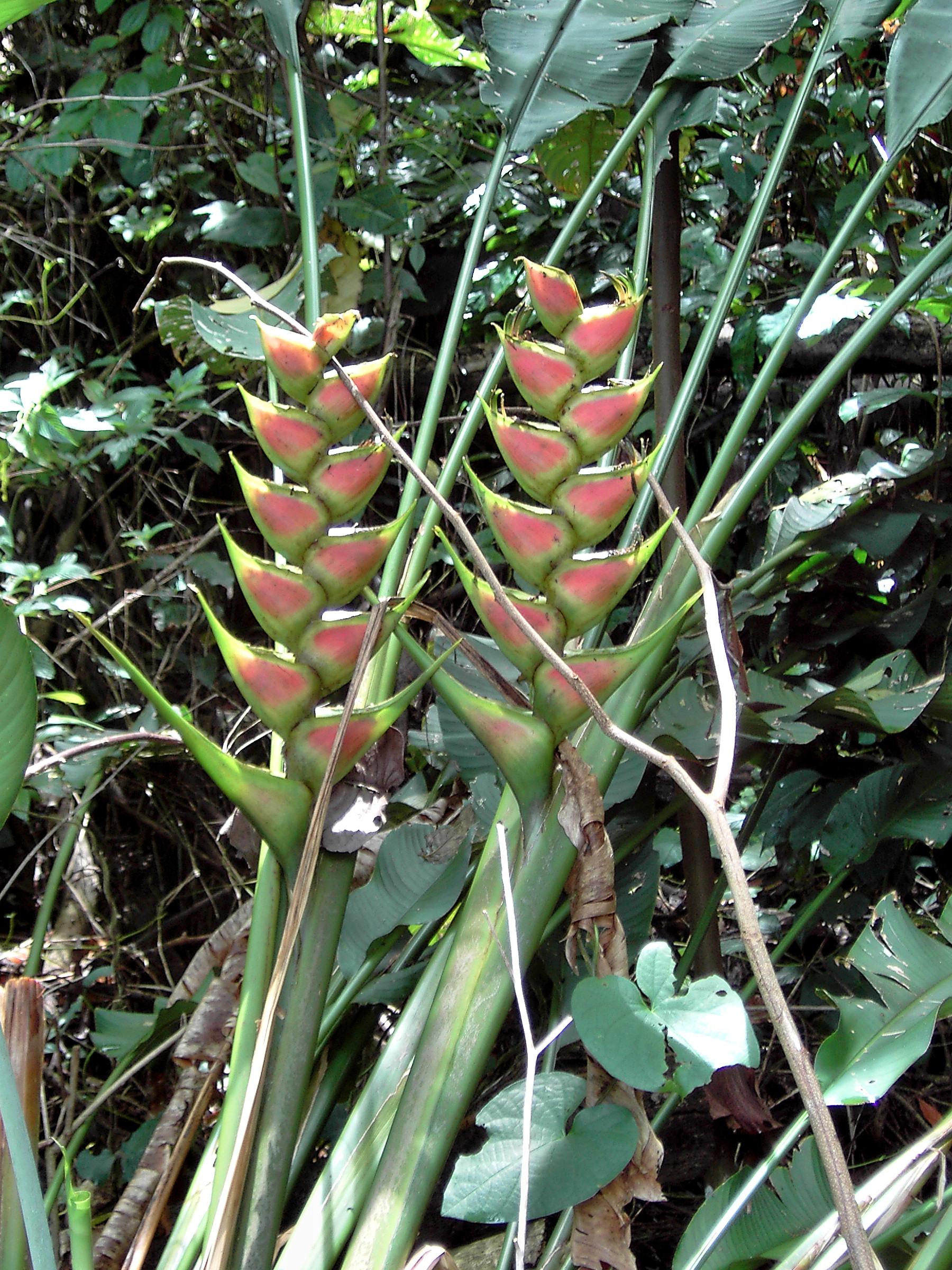
En Dominique.